# Городница (Житомирская область)
Городни́ца (укр. Городниця) — посёлок, входит в Звягельский район Житомирской области Украины.

## Географическое положение
Находится на берегу реки Случь.

## История
В ходе раскопок 2020 года, последовавших за обнаружением клада серебряных монет, археологи обнаружили останки древнерусского города, ранее неизвестного. До этого считалось, что поселение возникло в начале XVIII века, впервые упоминается в акте 1683 года. Принадлежало князьям Чарторыйским и Любомирским. Мысовое городище древнерусского периода находится на территории парка, где стоит вышка мобильной связи. На Детинце находится мемориал погибшим во Второй Мировой войне. Находка плинфы может свидетельствовать о том, что на городище имелась церковь.
В 1799 году здесь был построен фарфоровый завод.
В 1882 году местечко Городница являлось волостным центром Новоград-Волынского уезда Волынской губернии, в 1893 году численность населения составляла 1456 человек, здесь действовали фарфоровый завод и 3 смолокуренных завода, школа, православная церковь, костел, 2 еврейских молитвенных дома, еженедельно проходили базары.
20 октября 1938 года Городница получила статус посёлка городского типа.
После начала Великой Отечественной войны райцентр был оккупирован наступавшими немецкими войсками, здесь был размещён немецко-полицейский гарнизон. Летом 1943 года советские партизаны блокировали гарнизон, осложнив его снабжение. 27 сентября 1943 года Городницу без боя заняло партизанское соединение С. А. Ковпака (при приближении партизан оккупационная администрация и полиция сбежали). В дальнейшем партизаны удерживали Городницу до подхода советских войск.
12 января 1945 года банда бендеровцев, численностью около 200 человек, произвела налет на Городницы. Забрасывая гранатами окна учреждений, бандиты ворвались в здания райвоенкомата, РО НКВД, НКГБ и квартиру исполняющего обязанности райвоенкома. Улицы райцентра простреливались пулеметным огнем и находились под обстрелом минометов. Бендеровцы находились в Городницы около двух часов. Они сожгли здание райвоенкомата, НКВД, НКГБ, райисполкома, почты, нарсуда, базы райпотребсоюза, а также частично разрушили здания отделения Госбанка, редакции рай-газеты и промкомбината.
По состоянию на начало 1952 года, здесь действовали фарфоровый завод, лесопильный завод, маслозавод, средняя школа и открытый в 1951 году Дом культуры.
В январе 1959 года численность населения составляла 5362 человека.
По состоянию на начало 1980 года, здесь действовали фарфоровый завод, лесозавод, три общеобразовательные школы, больница, Дом культуры, кинотеатр, две библиотеки и городской парк.
В январе 1989 года численность населения составляла 5864 человека.
На 1 января 2013 года численность населения составляла 5458 человек.

## Клад сребреников

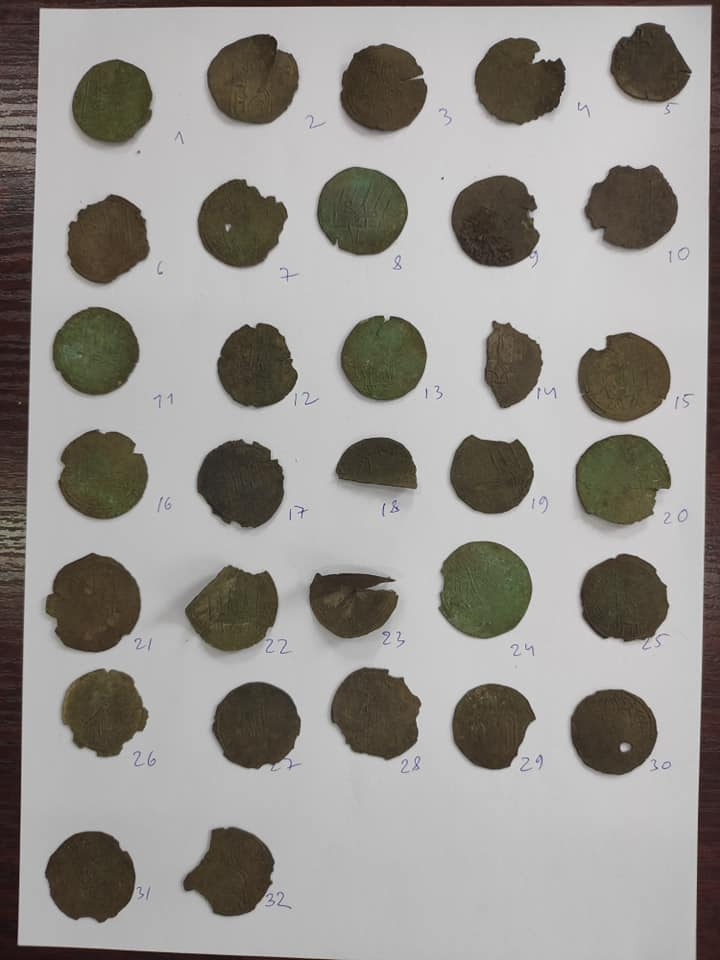
32 сребреника из городницкого клада, найденные первыми

В 2020 году в посёлке Городница произошла передача государству клада монет князей Владимира Святославича и Святополка Ярополковича. Клад был найден местным жителем на берегу реки Случь при бытовых обстоятельствах и состоит из 32 монет — сребреников Владимира Святого и Святополка Ярополковича, датируемых 1000—1019 годами. На 27 монетах изображён князь Владимир Святославич и его трезубец, на 5 монетах изображён князь Святополк Ярополкович и его двузубец. В конце августа 2020 года археологи на месте находки клада сребреников нашли ещё 6 сребреников: 5 монет Владимира и 1 монета Ярополка. Всего до этой находки было известно о существовании примерно 400 монет времён Владимира Святославича, Святополка Окаянного и Ярослава Мудрого.

## Местный совет
11714, Житомирська обл., Новоград-Волинський р-н, смт. Городниця, вул. Петровського (укр.)